# 慕尼黑附近格拉芬
慕尼黑附近格拉芬（德語：Grafing bei München，官方拼写为，發音：[ˈɡʁaːfɪŋ baɪ ˈmʏnçn̩] ⓘ）是德国巴伐利亚州上巴伐利亚行政区埃伯斯贝格县的城市，面积29.57平方千米，2023年12月31日人口为14,348人。